# 瓦西里三世

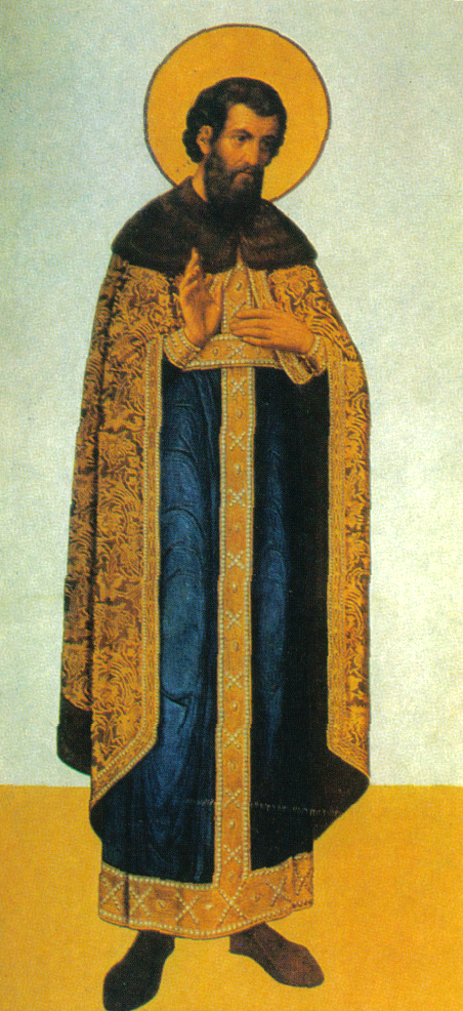
瓦西里三世·伊万诺维奇

瓦西里三世·伊万诺维奇（俄语：Васили III Иванович，1479年3月25日—1533年12月4日），莫斯科大公（1505年-1533年在位）。

## 早年事迹
瓦西里三世是莫斯科大公伊凡三世·瓦西里耶维奇和拜占庭帝國的巴里奥略王朝公主索菲娅·巴列奥略之子。他的教名是加夫里尔。
瓦西里三世的上台经历了一番斗争；他的父亲伊凡三世本来是要把大公爵爵位传给自己的长子伊凡·伊万诺维奇的。伊凡·伊万诺维奇与瓦西里三世是异母兄弟，是伊凡三世的第一个妻子所生。但是伊凡在1490年先于其父去世，这使伊凡三世必须要在瓦西里和伊凡的儿子德米特里·伊万诺维奇中作出选择。由于瓦西里的母亲在莫斯科并不受欢迎，大多数贵族都支持德米特里。在少数贵族的支持下，瓦西里决定铤而走险发动政变。他企图离开莫斯科夺取沃洛格达，然后以那里为根据地摧毁德米特里的势力。但是这个阴谋在1497年12月就败露了。伊凡三世把瓦西里抓了起来，他的支持者都被处决或流放。但是德米特里的优势只维持了不长时间：1502年伊凡三世监禁了德米特里，原因可能是他的幕僚卷入了谋害瓦西里的阴谋。于是可能的继承者只剩下瓦西里了。

## 国内事务
在对内政策方面，瓦西里三世继承了历代莫斯科大公的共同政策，努力推动俄罗斯统一。在瓦西里三世统治时期，俄罗斯最后一批半独立的罗斯封建公国也被并入莫斯科公国领土。莫斯科先后于1510年兼并普斯科夫；1513年兼并沃洛科拉姆斯克；1521年兼并梁赞；1522年兼并诺夫哥罗德-谢韦尔斯基。
为了实现他的中央集权计划，瓦西里三世进行了大规模的政治斗争。他最初主要依靠俄国教会中的禁欲派支持。从1510年起，禁欲派思想家瓦西安·帕特里克耶夫是大公宫廷中最有影响的人物。但到了1520年代，随着与贵族斗争的激化，瓦西里三世转而扶持教会中支持他反对大封建主的一派，即约瑟夫派。反对大公政策的人的命运是悲惨的。1521年，瓦西里三世开始策划除掉封邑王公瓦西里·伊万诺维奇·舍米亚契奇（他统治着诺夫哥罗德-谢韦尔斯基），全俄都主教瓦尔拉姆因拒绝参与这个计划而被放逐，大贵族瓦西里·瓦西里耶维奇·叔伊斯基和伊凡·米哈伊洛维奇·沃罗滕斯基也因此失宠。1522年，瓦西里三世逮捕了瓦西里·伊万诺维奇·舍米亚契奇，结束了诺夫哥罗德-谢韦尔斯基公国的存在。1525年，外交官别克列米舍夫因批评瓦西里三世的政策而被处死，有名望的学者希腊人马克西姆（他卷入了此事）也受到打击。1531年，希腊人马克西姆和瓦西安·帕特里克耶夫因公开反对瓦西里三世离婚而再次受到贬斥。
在瓦西里三世时代，贵族与王室诸王公的势力受到极大抑制，一切问题均以专制方式解决。世袭大贵族（波雅尔）的特权受到限制，而且瓦西里三世刻意从中小贵族中提拔有能力的人来担当重要职务，这些人显然只能依附并忠实于大公。在经济方面，地主土地所有制获得稳定发展。
15世纪后期，莫斯科民间渐渐流传一种说法，认为莫斯科公国是巴里奥略王朝的继承者，莫斯科将成为“第三个、也是永久的罗马”。1510年，普斯科夫叶利扎罗夫修道院的长老菲洛费做赞辞献给瓦西里三世，称“两个罗马陷落了，但第三个仍然挺立着；不会再有第四个。无人能取代您的基督教王国！”，最清楚地表达了这种意见。

## 对外政策
在瓦西里三世时代，莫斯科公国致力于恢复俄国西部和西南部被君主制国家波兰立陶宛联盟（1386—1569年）吞并的土地，同时与克里米亚汗国和喀山汗国的交往也被提到议事日程上来。
1507年~1508年，瓦西里三世与立陶宛进行了一次无结果的战争。1512年他再次与立陶宛开战，围困斯摩棱斯克，但未能攻克。直到1514年俄军才最后取得优势，使斯摩棱斯克重新并入俄国。1520年，莫斯科与立陶宛签定了为期5年的和平条约。
在对抗西方的敌人时，莫斯科与东面的鞑靼人诸汗国的关系也日趋紧张。克里米亚鞑靼人在1507年、1516年、1518年和1521年多次对俄国发动侵袭，而且还存在他们与立陶宛结盟的危险。自从伊凡三世在1487年攻占喀山以来，莫斯科就部分控制着喀山的政治事务；瓦西里三世显然决心维护这种宗主权。1506年他对喀山进行了一次不成功的围攻。1516年喀山汗國绝嗣后，瓦西里三世与克里米亚汗国轮流把傀儡强加给喀山。1518年瓦西里三世任命自己的臣属沙阿·阿里为喀山汗。1523年瓦西里三世对喀山发动远征，并修建了著名的瓦西里苏尔斯克要塞。1524年再次远征喀山汗国，并安插萨法·格雷为喀山汗。1531年，瓦西里三世又任命赞·阿里为喀山汗。
这一时期的俄国与世界上其他国家（如法国和印度）也初步建立了联系。1508年，瓦西里三世与瑞典签定了一份60年和平条约，从而结束了伊凡三世时代发生的俄瑞战争。
瓦西里三世于1533年去世，遗体葬于莫斯科天使长大教堂。

## 家庭
瓦西里三世结过两次婚。他的第一个妻子是所罗门尼娅·尤里耶芙娜·萨布罗娃，她是一个小贵族的女儿。两人于1505年结婚，因为长期无子，在1525年离婚。1526年瓦西里三世娶了第二个妻子叶连娜·瓦西里耶芙娜·格林斯卡娅(她是馬麥後人)，她出身于著名的格林斯基家族，是王公瓦西里·利沃维奇·格林斯基的女儿，大贵族米哈伊尔·利沃维奇·格林斯基的侄女。
瓦西里三世的所有孩子都来自第二次婚姻，他们是：
- 伊凡四世·瓦西里耶维奇，继承大公公位，后成为俄国的第一位沙皇
- 尤里·瓦西里耶维奇，乌格利奇公爵

## 资料来源
- 《苏联历史百科全书·人物卷》，1961~1973，中文版196页
- Васили III Иванович （页面存档备份，存于）

| 瓦西里三世 留里克王朝出生于：1479年3月25日逝世於：1533年12月4日 | 瓦西里三世 留里克王朝出生于：1479年3月25日逝世於：1533年12月4日 | 瓦西里三世 留里克王朝出生于：1479年3月25日逝世於：1533年12月4日 |
| 統治者頭銜                                                      | 統治者頭銜                                                      | 統治者頭銜                                                      |
| --------------------------------------------------------------- | --------------------------------------------------------------- | --------------------------------------------------------------- |
| 前任： 伊凡三世                                                 | 莫斯科大公 1505-1533                                            | 繼任： 伊凡四世                                                 |